# マーク・マーゴリス
マーク・マーゴリス（Mark Margolis,  1939年11月26日 - 2023年8月3日）は、アメリカ合衆国の俳優である。

## 来歴
1939年、ペンシルバニア州フィラデルフィアに生まれる。一家はヨーロッパから移民したユダヤ系の家庭だった。高校卒業後はフィラデルフィアのテンプル大学へ進学。後にニューヨークへ渡り、ステラ・アドラーに師事してアクターズ・スタジオで演劇を学んだ。
1976年にハードコアポルノ映画の『ミスティ・ベートーベン』にノークレジットながら出演し、映画デビュー。それ以降、様々なテレビドラマや映画などへクレジットされるようになり、ジャンルを問わず様々な作品でキャリアを積んだ。1992年にはリドリー・スコット監督、ジェラール・ドパルデュー主演の『1492 コロンブス』でコロンブスに敵対するフランシスコ・デ・ボバディージャ役で大役を演じた。近年では、ブライアン・クランストンとアーロン・ポールが主演のテレビドラマシリーズ『ブレイキング・バッド』へも出演し、同作品では麻薬絡みの抗争に巻き込まれる主人公らを脅かす麻薬カルテルの元組員である車椅子の老人を演じた。サブキャストでセリフもあまりないキャラクターながら同作品での演技が評価され、2012年のプライムタイム・エミー賞の最優秀ゲスト出演賞にノミネートされた。また、映画への出演では、ダーレン・アロノフスキー監督の常連俳優としても知られ、『ブラック・スワン』や『レクイエム・フォー・ドリーム』、『レスラー』など多くのアロノフスキー作品へ出演している。
2023年8月3日、ニューヨークの病院で死去。83歳没。

## 出演作品

### 映画
- ミスティ・ベートーベン The Opening of Misty Beethoven (1976) ※ノークレジット
- The Other Side of Victory (1976) ※テレビ映画
- お達者コメディ/シルバー・ギャング Going in Style (1979)
- 殺しのドレス Dressed to Kill (1980) ※ノークレジット
- サンタが殺しにやってくる You Better Watch Out (1980)
- ミスター・アーサー Arthur (1981)
- 敏腕刑事メアリー Muggable Mary, Street Cop (1982) ※テレビ映画
- 天使の自立 Rage of Angels (1983) ※テレビ映画
- 愛に向って走れ Eddie Macon's Run (1983)
- スカーフェイス Scarface (1983)
- コットンクラブ The Cotton Club (1984)
- 窓 ベッドルームの女 The Bedroom Window (1987)
- 摩天楼はバラ色に The Secret of My Succe$s (1987)
- 殺しのロザリオ The Rosary Murders (1987)
- マノンの秘密 Memories of Manon (1988) ※テレビ映画
- ダブル・テイク Doubletake (1988) ※テレビ映画
- レディ・スカーフェイス Lady Mobster (1988) ※テレビ映画
- N.Y.ドラッグ・コネクション White Hot (1989)
- グローリー Glory (1989)
- デルタフォース2 Delta Force 2: The Colombian Connection (1990)
- フロム・ザ・ダークサイド 3つの闇の物語 Tales from the Darkside: The Movie (1990)
- 引き裂かれた天使 Descending Angel (1990) ※テレビ映画
- 1492 コロンブス 1492: Conquest of Paradise (1992)
- エース・ベンチュラ Ace Ventura: Pet Detective (1994)
- Squanto: A Warrior's Tale (1994)
- I SHOT ANDY WARHOL I Shot Andy Warhol (1996)
- ハッピィブルー The Pallbearer (1996)
- 目撃 Absolute Power (1997)
- π Pi (1998)
- Above Freezing (1998)
- トーマス・クラウン・アフェアー The Thomas Crown Affair (1999)
- 恋するための3つのルール Mickey Blue Eyes (1999)
- 聖なる嘘つき/その名はジェイコブ Jakob the Liar (1999)
- エンド・オブ・デイズ End of Days (1999)
- フローレス Flawless (1999)
- レクイエム・フォー・ドリーム Requiem for a Dream (2000)
- ファストフード・ファストウーマン Fast Food Fast Women (2000)
- ディナーラッシュ Dinner Rush (2000)
- ハンニバル Hannibal (2001)
- テイラー・オブ・パナマ The Tailor of Panama (2001)
- ドン・カステラーノ　N.Y.の帝王 Boss of Bosses (2001) ※テレビ映画
- 陽だまりのグラウンド Hard Ball (2001)
- ブリジット Bridget (2002)
- デアデビル Daredevil (2003) ※ノークレジット
- 2BPerfectlyHonest (2004)
- 最高のともだち House of D (2004)
- 脳内監禁 ～nijyujinkaku～ Headspace (2005)
- ステイ Stay (2005)
- ファウンテン 永遠につづく愛 The Fountain (2006)
- 隣の家の少女 The Girl Next Door (2007)
- ゴーン・ベイビー・ゴーン Gone Baby Gone (2007)
- レスラー The Wrestler (2008)
- ディファイアンス Defiance (2008)
- The Fallen Faithful (2010)
- ブラック・スワン Black Swan (2010)
- One Fall (2011)
- カーラ Carla (2011)
- インモータルズ -神々の戦い- Immortals (2011)
- クーリエ 過去を運ぶ男 The Courier (2012)
- ミッドナイト・ガイズ Stand Up Guys (2012)
- Northern Borders (2013)
- ビニース Beneath (2013)
- ノア 約束の舟 Noah (2014)
- Nasty Baby (2015)

### テレビドラマ
- 刑事コジャック Kojak (1977)
- サンタ・バーバラ Santa Barbara (1984)
- ザ・シークレット・ハンター The Equalizer (1985 - 1989)
- Kay O'Brien (1986)
- クライム・ストーリー Crime Story (1987)
- タイムマシーンにお願い Quantum Leap (1989)
- 新・刑事コロンボ Columbo (1990)
- FBI特別捜査官 Mancuso, FBI (1990)
- 新スタートレック Star Trek: The Next Generation (1990)
- Jake and the Fatman (1990)
- ザ・アンタゴニスト The Antagonists (1991)
- ロー&オーダー Law & Order (1992, 1997, 2001)
- ニューヨーク・アンダーカバー New York Undercover (1994)
- Prince Street (1997, 2000)
- OZ/オズ Oz (1998 - 2003)
- Now and Again (1999)
- 100 Centre Street (2001)
- ザ・プラクティス ボストン弁護士ファイル The Practice (2002)
- エド Ed (2003, 2004)
- LAW & ORDER: クリミナル・インテント Law & Order: Criminal Intent (2004)
- 女検死医ジョーダン Crossing Jordan (2005)
- ウォーターフロント Waterfront (2006)
- ブラザーフッド Brotherhood (2006)
- ザ・ブラック・ドネリーズ The Black Donnellys (2007)
- カリフォルニケーション ある小説家のモテすぎる日常 Californication (2007)
- キングス Kings (2009)
- ブレイキング・バッド Breaking Bad (2009 - 2011)
- ブルーブラッド 〜NYPD家族の絆〜 Blue Bloods (2011)
- ミルドレッド・ピアース 幸せの代償 Mildred Pierce (2011)
- グッド・ワイフ The Good Wife (2011)
- PERSON of INTEREST 犯罪予知ユニット Person of Interest (2011, 2012)
- リーガルに恋して Fairly Legal (2012)
- アメリカン・ホラー・ストーリー American Horror Story (2012)
- ゼロアワー 禁断の刻限 Zero Hour (2013)
- Flipsters (2013)
- TAXI ブルックリン Taxi Brooklyn (2014)
- コンスタンティン Constantine (2015)
- GOTHAM/ゴッサム Gotham (2015)
- THE BLACKLIST/ブラックリストThe Blacklist (2020)

- ベター・コール・ソウル Better Call Saul (2016-2022)
- Your Honor/追い詰められた判事 Your Honor (2023)

### ビデオゲーム
- マンハント Manhunt (2003)